# KJS
KJS é um ECMAScript (engine JavaScript) para KDE que foi originalmente desenvolvido para o navegador de internet próprio do KDE, o Konqueror, por Harri Porten no ano 2000.
Em 13 de junho de 2002, Maciej Stachowiak anunciou em uma lista de discussões que a empresa Apple Inc. estava lançando o JavaScriptCore, um framework para o sistema operacional Mac OS X que era baseado no KJS.